# František Albrecht z Oettingen-Spielbergu
František Albrecht z Oettingen-Spielbergu (německy Franz Albrecht von Oettingen-Spielberg, 10. listopadu 1663, Oettingen, Bavorsko – 3. února 1737 tamtéž) byl hrabě z Oettingen-Spielbergu (poblíž Gunzenhausen ve Středních Frankách), v letech 1734–1737 1. kníže z Oettingen-Spielbergu.

## Život

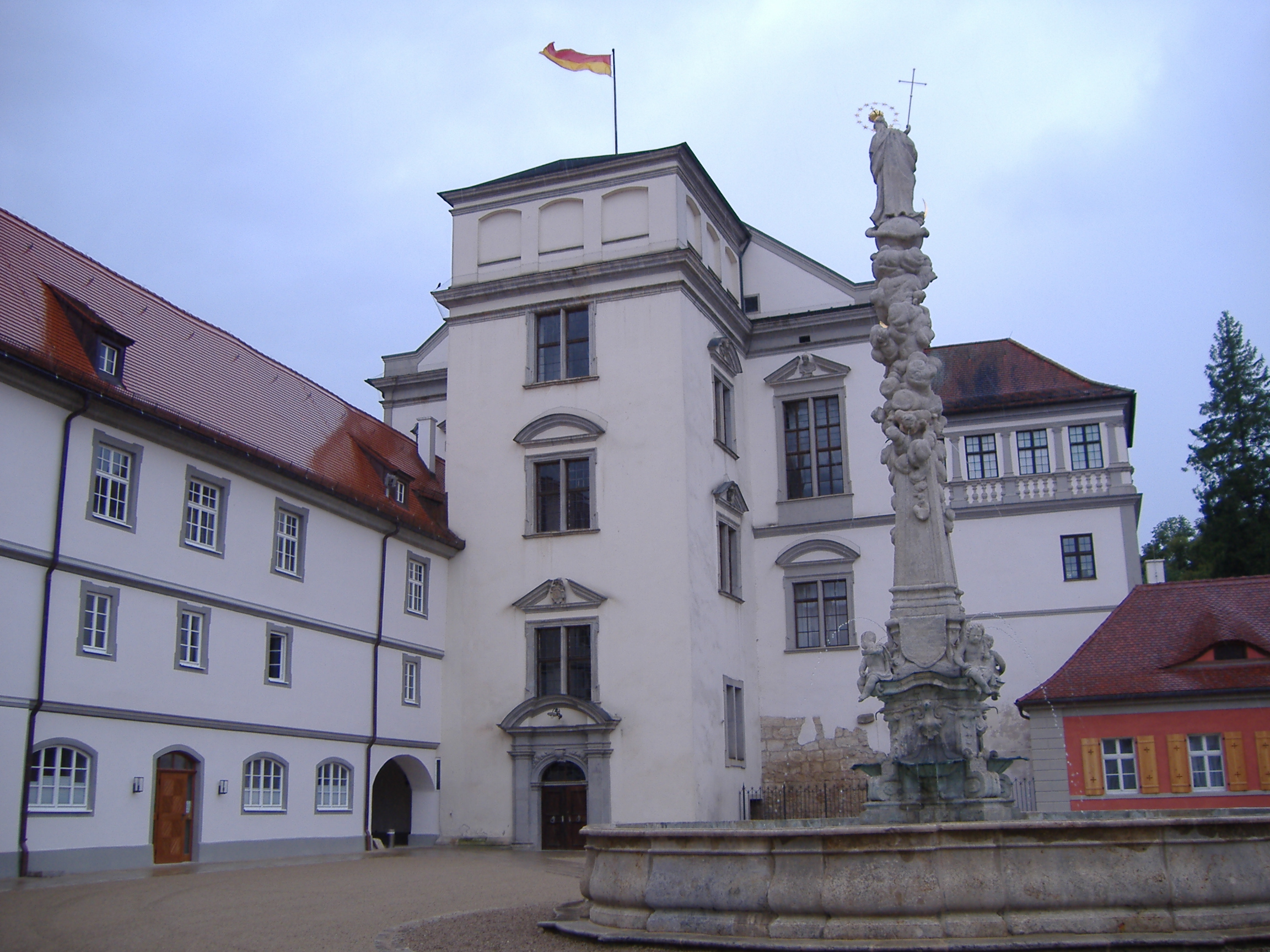
Zámek Oettingen

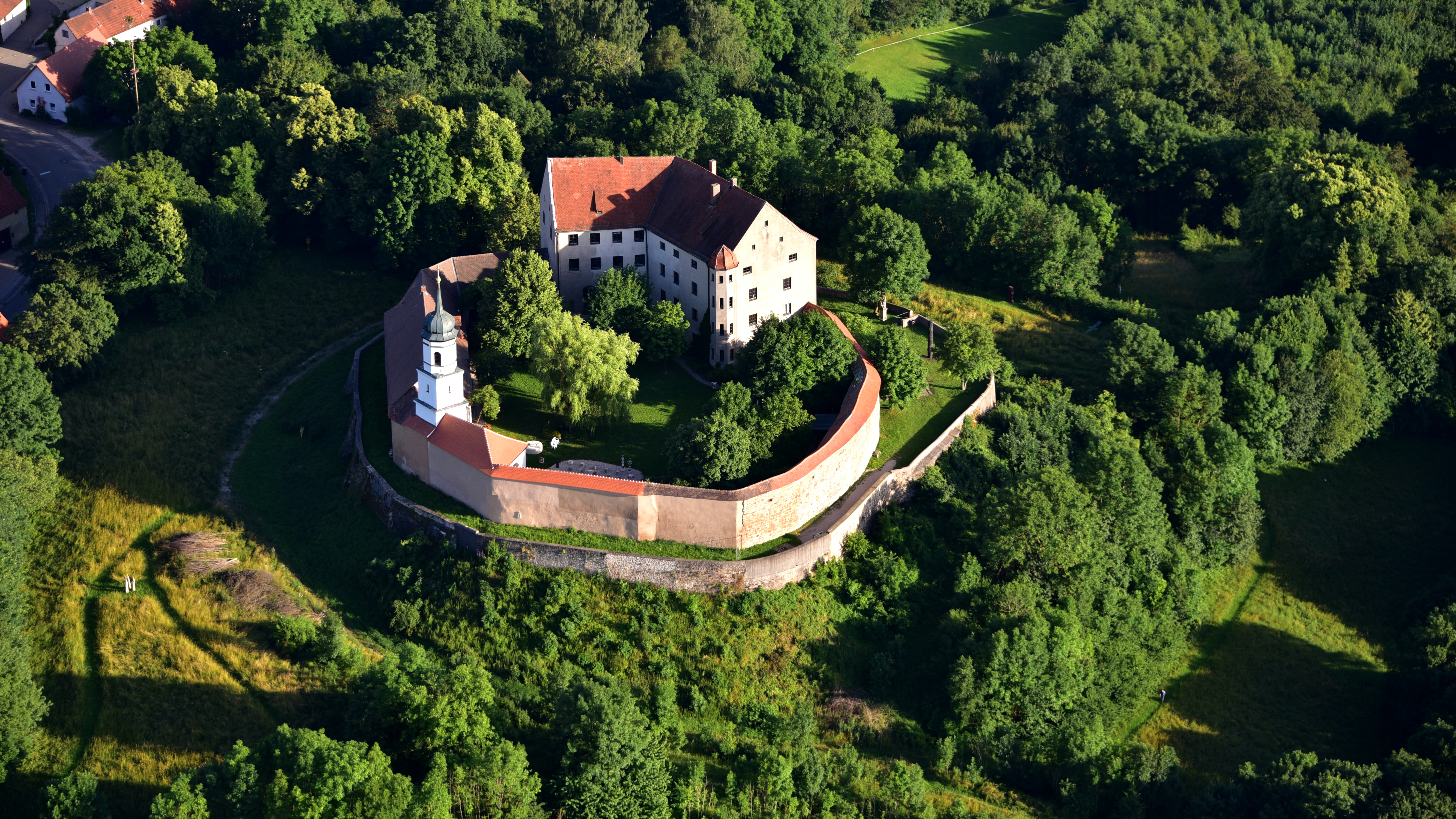
Zámek Spielberg (2016)

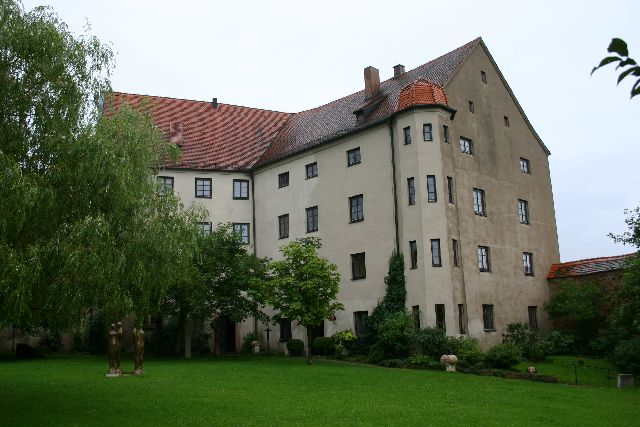
Zámek Spielberg

Narodil se jako mladší syn hraběte a sedmé z devíti dětí hraběte Jana Františka z Oettingen-Spielbergu (1631–1665) a jeho manželky hraběnky Ludoviky Rosálie Anny Henriky z Atems-Tantzenbergu (1630–1709).
V roce 1682 napsal diplomovou práci pod vedením jezuitského profesora Johanna Banholzera.
V roce 1731 rodová linie Oettingen-Spielberg získala jednu třetinu majetku zaniklé linie Oettingen-Oettingen včetně zámku Öttingen. František Albrecht z Oettingen-Spielbergu byl komorníkem a tajným radou císaře a v roce 1734 byl povýšen do říšského knížecího stavu.
František Albrecht z Oettingen-Spielbergu zemřel v Öttingenu 3. února 1737 ve věku 73 let a byl pohřben v tamním kostele sv. Šebestiána.

### Manželství a potomstvo
František Albrecht z Oettingen-Spielbergu se 26. června 1689 oženil v Oettingenu s Johanou Markétou ze Schwendi (27. června 1672 – 25. dubna 1727, Öttingen), dědičkou rodu Schwendiů a Achstettenů, dcerou svobodného pána Františka Ignáce ze Schwendi (1628–1686) a Marie Markéty Fuggerové (1650–1719). Z jejich manželství se narodilo 14 dětí:
- Marie Anna Kateřina (21. září 1693 – 15. dubna 1729), 3. srpna 1716 se ve Vídni provdala za knížete Josefa I. Jana z Lichtenštejna (27. května 1690 – 17. prosince 1732)
- Marie Josefа Terezie (19. září 1694 – 20. srpna 1738), 28. května 1714 se v Oettingenu provdala za knížete Heřmana Bedřicha z Hohenzollern-Hechingenu (11. ledna 1665 – 23. ledna 1733)
- Josef František Xaver (12. září 1695 – 13. února 1718)
- František Antonín (31. května 1697 – 10. ledna 1708)
- Marie Cecílie Františka (27. října 1698 – květen 1746), 20. května 1724 se provdala za hraběte Jana Antonína Pruskovského z Pruskova
- Marie Frederika Rozálie Karolína (27. listopadu 1699 – 15. ledna 1759), 29. ledna 1720 se provdala za hraběte Karla Seyfrieda z Königsegg-Aulendorfu (8. května 1695 – 30. října 1765)
- Marie (8. února 1701 – 9. února 1701)
- Marie Markéta Johanа (8. února 1702 – 1723)
- Marie Františka Luisa (21. května 1703 – 29. listopadu 1737), se provdala 20. května 1722 v Oettingenu za knížete Josefa Bedřicha Arnošta z Hohenzollernu (24. května 1702 – 8. prosince 1769)
- Marie Vilemína (9. června 1704 – 4. listopadu 1706)
- Jan Ignác Alois (16. října 1705 – 22. října 1706)
- Jan Alois Šebestián Ignác Filip (18. ledna 1707 – 16. února 1780), 2. kníže z Oettingen-Oettingenu a Oettingen-Spielbergu, 23. května 1735 se ve Watzdorfu u Rohrbachu oženil s vévodkyní Terezou Marií Annou Šlesvickou (19. prosince 1713 – 14. července 1745)
- Antonín Arnošt Josef Ignác (12. února 1712 – 23. května 1768), 3. kníže z Oettingen-Oettingenu a Oettingen-Spielbergu, pán na Schwendi-Achstettenu, 5. května 1754 se v Mnichově oženil s hraběnkou Marií Terezií Waldburskou (27. května 1735 – 23. prosince 1789)
- Marie Gertruda Frederika Tereza (17. dubna 1714 v Oettingenu – 30. listopadu 1771 ve Vídni), 3. srpna 1734 se ve Vídni provdala za hraběte Josefa Kašpara von Wilczek (22. července 1700, Klimkovice – 1. března 1777, Vídeň)